# Polônia nos Jogos Olímpicos de Inverno de 1976
A  Polônia competiu nos Jogos Olímpicos de Inverno de 1976, em Innsbruck, na Áustria.